# Quévert
Quévert (bretonisch: Kever) ist eine Gemeinde mit 3.963 Einwohnern (Stand: 1. Januar 2022) im Westen Frankreichs im Département Côtes-d’Armor  in der Region Bretagne. Quévert gehört zum Arrondissement Dinan und zum Kanton Dinan. Die Einwohner werden Quévertois genannt.

## Geographie
Quévert ist eine Banlieue im Westen von Dinan. Hier entspringt das Flüsschen Guinefort, das über einen größeren Umweg zur Rance entwässert. Umgeben wird Quévert von den Nachbargemeinden Taden im Norden und Osten, Dinan im Osten und Südosten, Trélivan im Süden, Aucaleuc im Westen und Südwesten sowie Corseul im Westen und Nordwesten. 
Durch die Gemeinde führt die Route nationale 176.

## Geschichte
Quévert besteht seit dem 12. Jahrhundert. Seit 1790 ist es eine eigenständige Gemeinde.
Im April 2000 kam es hier zu einem Bombenanschlag in einem Schnellrestaurant durch bretonische Unabhängigkeitskämpfer.

### Bevölkerungsentwicklung
| Jahr          | 1962 | 1968 | 1975 | 1982 | 1990 | 1999 | 2006 | 2011 |
| Einwohner     | 1415 | 1542 | 2579 | 2924 | 3007 | 3118 | 3360 | 3687 |
| Quelle: INSEE |      |      |      |      |      |      |      |      |

## Sehenswürdigkeiten
- Kapelle Sainte-Anne-du-Rocher aus dem 14. Jahrhundert
- Kirche Saint-Laurent aus dem 14. Jahrhundert